# Women’s Tennis Association
A Women’s Tennis Association (WTA) 1973-ban alakult meg a profi női teniszezők érdekeinek képviseletére (férfi teniszezőknél ez az ATP). A WTA Tour szervezi az év női tenisztornáit, melyet 2005-től 2010-ig (a főszponzorról elnevezve) The Sony Ericsson WTA Tournak hívtak.

## Története
1968-ban döntöttek arról, hogy a Grand Slam-tornákon amatőrök és profik is elindulhatnak. Innen számítjuk az open érát. A férfi teniszezők szövetségének, az ATP-nek a létrejöttét követően 1970. szeptember 23-án kilenc női versenyző egy dolláros szerződést kötöttek Gladys Heldman amerikai sportújságírónővel a Virginia Slims Invitational versenysorozaton való részvételre. Ezzel kiváltak az addigi versenysorozatból, és saját női tornákat szerveztek. A kilenc alapító versenyző: Billie Jean King, Rosie Casals, Nancy Richey, Judy Dalton, Kerry Melville Reid, Julie Heldman, Peaches Bartkowicz, Kristy Pigeon és Valerie Ziegenfuss. Az első, a Phillip Morris cég által szponzorált Virginia Slims versenysorozaton 7500 dollár volt a díjalap. 1971-ben a Virginia Slims már 19 versenyből állt, összesen 309 100 dollár díjalappal.
A WTA 1973-ban a wimbledoni torna előtt, a londoni Gloucester Hotelben alakult meg, több mint 60 teniszezőnő részvételével. Első vezérigazgatója Billie Jean King lett. 1974-től számolják a hivatalos WTA-világranglista pontversenyét, amelyen az első évben Chris Evert végzett az első helyen. 1979-ben az Avon cég vette át a szponzorálást. 1980-ban már több mint 450 teniszezőnő vett részt a WTA tornáin, amelynek évada 47 versenyből állt, összesen 7,2 millió dolláros díjalappal. 1990-ben a Kraft General Foods szponzorálásával jött létre a Madison Square Gardenben az első 1 millió dollár összdíjazású női tenisztorna. A szponzor egész éves díjalapja 23 millió dollár volt. 1995-től a kanadai Corel Corporation, 2000-től három évre a brit Sanex fogkrémgyáró cég vette át a főszponzori tisztet, amelyben 2004-ben a Dubai Duty Free cég váltotta. 2005-ben a Sony Ericsson cég hatéves szponzori szerződést írt alá a WTA-val. 2007-ben fordult elő először, hogy a Grand Slam-tornák mindegyikén azonos díjazásban részesült a férfi és a női győztes. Ez a WTA sokéves munkájának eredménye volt. 2019-től a WTA éves versenysorozatának főszponzora a német Porsche autógyártó cég. 2019-ben a WTA-versenysorzatán 84 országból több mint 1650 teniszezőnő vett részt, a versenysorozat összdíjazása 180 millió dollár volt.

## Torna kategóriák

### 2009–2020 között
A WTA 5 fő versenysorozatra választható szét. Ezek 2009–2020 között a következők voltak:
1. Grand Slam versenyek (4)
2. Szezon végi bajnokság (Season ending championships) (WTA Finals): a 2015. évi BNP Paribas WTA Finals díjalapja 7 000 000 amerikai dollár,[4] míg a 2019-es WTA Finals díjalapja már 14 000 000 amerikai dollár volt.[5]
3. WTA Premier tornák:
  1. Premier Mandatory: Ez a sorozat négy (4) versenyt foglal magába, amelyeken a profi férfi versenyzők is indulnak (a férfiaknál ezek a tornák az ATP World Tour Masters 1000 versenysorozatba tartoznak). Az összdíjazás a férfiaknak és nőknek egyaránt 5,4 millió $. A négy verseny helyszíne Indian Wells, Miami, Madrid és Peking. 2019-ben a nőknél a Premier Mandatory tornák díjazása 4,7 millió és 9 millió dollár között volt.
  2. Premier Five: Öt (5) torna 2 828 000 $ és 3 400 000 közötti összdíjazással, név szerint Dubajban, Rómában, Cincinnatiban, Torontóban/Montrealban, és Tokióban kerülnek megrendezésre.
  3. Premier: Tizenkét (12) verseny, amelyeknek az összdíjazása 750 000 $ és 2 000 000 $ között van.
4. WTA International tornák: 31 teniszverseny amiknek az összdíjazása 250 000 $, kivéve a sencseni és a moszkvai tornát, amelyen 750 000 $, illetve az év végi WTA Elite Trophy versenyt, amelynek 2019-ben 2 419 000$ volt az összdíjazása. 2020-tól 32 torna tartozik ebbe a kategóriába, és a díjazásuk 275 000 dollárra emelkedett.[6]
5. WTA 125K versenysorozat: A versenysorozatot 2012-ben indították. Helyenként "Challenger tornának" is nevezik, a WTA Tour tornái utáni második szintű tornákat foglalja magába, annál alacsonyabb díjazással és ranglistaponttal, de magasabb díjazású, mint az ITF által szervezett tornák.

Ranglistapontok szerezhetők még az Nemzetközi Teniszszövetség (ITF) által szervezett versenyeken, és az olimpián is.

### 2021–től
A WTA 6 fő versenysorozatra választható szét. Ezek a következők:
1. Grand Slam versenyek (4)
2. Szezon végi bajnokság (Season ending championships) (WTA Finals): a 2024-es WTA Finals díjalapja 15 250 000 amerikai dollár volt,[7] amely évente növekszik.
3. WTA 1000 tornák: 10 versenyt foglal magába, amelyeken 2024-től mindegyiken kötelező a részvétel az indulásra jogosultaknak. A díjalap ezeken a tornákon 2 milliótól 10 millió dollárig terjed.
4. WTA 500 tornák: Tizenhét (17) verseny, amelyeknek az összdíjazása 700 000-től 900 000 dollárig terjed.
5. WTA 250 tornák: 23 teniszverseny amiknek az összdíjazása 250 000 dollár.
6. WTA 125K versenysorozat: A versenysorozatot 2012-ben indították. Helyenként "Challenger tornának" is nevezik, a WTA Tour tornái utáni második szintű tornákat foglalja magába, annál alacsonyabb díjazással és ranglistaponttal, de magasabb díjazású, mint az ITF által szervezett tornák. 2024-ben ezek száma 36 volt, de évente változó. A dijazásuk 125 000 vagy 150 000 dollár.

Ranglistapontok szerezhetők még az Nemzetközi Teniszszövetség (ITF) által szervezett versenyeken, amelyek száma több százra tehető.
2021–2023 között a WTA1000-es tornák egy részén, 5 tornán kötelező volt a részvétel, további 4 tornán nem volt kötelező. A WTA Elite Trophy torna 2024-ben megszűnt.

## Ranglista
A szervezet hetente összeállít egy ranglistát, amely a játékosok versenysorozat során nyújtott teljesítményét tükrözi. A ranglistapontokat az alapján számolják ki, hogy az adott bajnokság melyik köréig jut el a játékos.
2017-től a következő táblázat a "körök" pontszámait mutatja:
2024-ben megszűnt a WTA Elite Trophy torna, és a WTA1000 tornák mindegyikén kötelező lett a részvétel az arra jogosultaknak.
| Megnevezés | Gy   | D    | ED  | ND                                                                                  | 16                                                                                  | 32                                                                                  | 64                                                                                  | 128                                                                                 | Selejtező                                                                           | Q3                                                                                  | Q2                                                                                  | Q1                                                                                  |
| --- | ---- | ---- | --- | ----------------------------------------------------------------------------------- | ----------------------------------------------------------------------------------- | ----------------------------------------------------------------------------------- | ----------------------------------------------------------------------------------- | ----------------------------------------------------------------------------------- | ----------------------------------------------------------------------------------- | ----------------------------------------------------------------------------------- | ----------------------------------------------------------------------------------- | ----------------------------------------------------------------------------------- |
| Grand Slam (4): Australian Open, Roland Garros, Wimbledon, US Open |      |      |     |                                                                                     |                                                                                     |                                                                                     |                                                                                     |                                                                                     |                                                                                     |                                                                                     |                                                                                     |                                                                                     |
| Egyéni | 2000 | 1300 | 780 | 430                                                                                 | 240                                                                                 | 130                                                                                 | 70                                                                                  | 10                                                                                  | 40                                                                                  | 30                                                                                  | 20                                                                                  | 2                                                                                   |
| Páros | 2000 | 1300 | 780 | 430                                                                                 | 240                                                                                 | 130                                                                                 | 10                                                                                  | -                                                                                   | 40                                                                                  | -                                                                                   | -                                                                                   | -                                                                                   |
| WTA Finals |      |      |     |                                                                                     |                                                                                     |                                                                                     |                                                                                     |                                                                                     |                                                                                     |                                                                                     |                                                                                     |                                                                                     |
| Egyéni | 1500 | 1050 | 690 | +70 pont a csoportmérkőzésekért; +160 pont a csoportmérkőzéseken elért győzelmekért | +70 pont a csoportmérkőzésekért; +160 pont a csoportmérkőzéseken elért győzelmekért | +70 pont a csoportmérkőzésekért; +160 pont a csoportmérkőzéseken elért győzelmekért | +70 pont a csoportmérkőzésekért; +160 pont a csoportmérkőzéseken elért győzelmekért | +70 pont a csoportmérkőzésekért; +160 pont a csoportmérkőzéseken elért győzelmekért | +70 pont a csoportmérkőzésekért; +160 pont a csoportmérkőzéseken elért győzelmekért | +70 pont a csoportmérkőzésekért; +160 pont a csoportmérkőzéseken elért győzelmekért | +70 pont a csoportmérkőzésekért; +160 pont a csoportmérkőzéseken elért győzelmekért | +70 pont a csoportmérkőzésekért; +160 pont a csoportmérkőzéseken elért győzelmekért |
| Páros | 1500 | 1050 | 690 | 460                                                                                 |                                                                                     |                                                                                     |                                                                                     |                                                                                     |                                                                                     |                                                                                     |                                                                                     |                                                                                     |
| WTA Elite Trophy |      |      |     |                                                                                     |                                                                                     |                                                                                     |                                                                                     |                                                                                     |                                                                                     |                                                                                     |                                                                                     |                                                                                     |
| Egyéni | 700  | 440  | 240 | +40 pont a csoportmérkőzésekért; +80 pont a csoportmérkőzéseken elért győzelmekért  | +40 pont a csoportmérkőzésekért; +80 pont a csoportmérkőzéseken elért győzelmekért  | +40 pont a csoportmérkőzésekért; +80 pont a csoportmérkőzéseken elért győzelmekért  | +40 pont a csoportmérkőzésekért; +80 pont a csoportmérkőzéseken elért győzelmekért  | +40 pont a csoportmérkőzésekért; +80 pont a csoportmérkőzéseken elért győzelmekért  | +40 pont a csoportmérkőzésekért; +80 pont a csoportmérkőzéseken elért győzelmekért  | +40 pont a csoportmérkőzésekért; +80 pont a csoportmérkőzéseken elért győzelmekért  | +40 pont a csoportmérkőzésekért; +80 pont a csoportmérkőzéseken elért győzelmekért  | +40 pont a csoportmérkőzésekért; +80 pont a csoportmérkőzéseken elért győzelmekért  |
| 2023-ig: WTA 1000 (kötelező) tornák (4): Indian Wells, Madrid, Miami, Peking 2024-től: WTA 1000 tornák (10): Indian Wells, Madrid, Miami, Peking, Cincinnati, Dubaj, Toronto, Róma, Vuhan, Doha |      |      |     |                                                                                     |                                                                                     |                                                                                     |                                                                                     |                                                                                     |                                                                                     |                                                                                     |                                                                                     |                                                                                     |
| WTA 1000 (kötelező) torna (96E/48S) | 1000 | 650  | 390 | 215                                                                                 | 120                                                                                 | 65                                                                                  | 35                                                                                  | 10                                                                                  | 30                                                                                  | -                                                                                   | 20                                                                                  | 2                                                                                   |
| WTA 1000 (kötelező) torna (64E/32S) | 1000 | 650  | 390 | 215                                                                                 | 120                                                                                 | 65                                                                                  | 10                                                                                  | -                                                                                   | 30                                                                                  | -                                                                                   | 20                                                                                  | 2                                                                                   |
| WTA 1000 (kötelező) torna (28/32P) | 1000 | 650  | 390 | 215                                                                                 | 120                                                                                 | 10                                                                                  | -                                                                                   | -                                                                                   | -                                                                                   | -                                                                                   | -                                                                                   | -                                                                                   |
| 2021–2023 között: WTA 1000 (nem kötelező) tornák (5): Cincinnati, Dubaj, Toronto, Róma, Vuhan |      |      |     |                                                                                     |                                                                                     |                                                                                     |                                                                                     |                                                                                     |                                                                                     |                                                                                     |                                                                                     |                                                                                     |
| WTA 1000 (nem kötelező) torna (56E/64S) | 900  | 585  | 350 | 190                                                                                 | 105                                                                                 | 60                                                                                  | 1                                                                                   | -                                                                                   | 30                                                                                  | 22                                                                                  | 15                                                                                  | 1                                                                                   |
| WTA 1000 (nem kötelező) torna (48E/32S) | 900  | 585  | 350 | 190                                                                                 | 105                                                                                 | 60                                                                                  | 1                                                                                   | -                                                                                   | 30                                                                                  | -                                                                                   | 20                                                                                  | 1                                                                                   |
| WTA 1000 (nem kötelező) torna (28P) | 900  | 585  | 350 | 190                                                                                 | 105                                                                                 | 1                                                                                   | -                                                                                   | -                                                                                   | -                                                                                   | -                                                                                   | -                                                                                   | -                                                                                   |
| WTA 1000 (nem kötelező) torna (16P) | 900  | 585  | 350 | 190                                                                                 | 1                                                                                   | -                                                                                   | -                                                                                   | -                                                                                   | -                                                                                   | -                                                                                   | -                                                                                   | -                                                                                   |
| WTA 500 tornák: Birmingham, Brisbane, Charleston, Doha, Eastbourne, Moszkva, New Haven, Stanford, Stuttgart, Sydney, Szentpétervár, Tokió |      |      |     |                                                                                     |                                                                                     |                                                                                     |                                                                                     |                                                                                     |                                                                                     |                                                                                     |                                                                                     |                                                                                     |
| WTA 500 torna (56E) | 470  | 305  | 185 | 100                                                                                 | 55                                                                                  | 30                                                                                  | 1                                                                                   | -                                                                                   | 25                                                                                  | -                                                                                   | 13                                                                                  | 1                                                                                   |
| WTA 500 torna (32E) | 470  | 305  | 185 | 100                                                                                 | 55                                                                                  | 1                                                                                   | -                                                                                   | -                                                                                   | 25                                                                                  | 18                                                                                  | 13                                                                                  | 1                                                                                   |
| WTA 500 torna (16P) | 470  | 305  | 185 | 100                                                                                 | 1                                                                                   | -                                                                                   | -                                                                                   | -                                                                                   | -                                                                                   | -                                                                                   | -                                                                                   | -                                                                                   |
| WTA 250 tornák: 2021-ben: Melbourne • Lyon • Guadalajara • Monterrey • Bogotá • Charleston • Isztambul • Montechiarugolo • Belgrád • Strasbourg • Nottingham • Birmingham • Bad Homburg • Hamburg • Budapest (E, P) • Lausanne • Prága • Palermo • Gdynia • Kolozsvár • Cleveland • Chicago • Luxemburg • Portorož • Nur-Szultan • Linz • Tenerife • Courmayeur • Kolozsvár |      |      |     |                                                                                     |                                                                                     |                                                                                     |                                                                                     |                                                                                     |                                                                                     |                                                                                     |                                                                                     |                                                                                     |
| WTA 250 torna (32E/32S) | 280  | 180  | 110 | 60                                                                                  | 30                                                                                  | 1                                                                                   | -                                                                                   | -                                                                                   | 18                                                                                  | 14                                                                                  | 10                                                                                  | 1                                                                                   |
| WTA 250 torna (32E/16S) | 280  | 180  | 110 | 60                                                                                  | 30                                                                                  | 1                                                                                   | -                                                                                   | -                                                                                   | 18                                                                                  | -                                                                                   | 12                                                                                  | 1                                                                                   |
| WTA 250 torna (16P) | 280  | 180  | 110 | 60                                                                                  | 1                                                                                   | -                                                                                   | -                                                                                   | -                                                                                   | -                                                                                   | -                                                                                   | -                                                                                   | -                                                                                   |
| WTA 125K sorozat |      |      |     |                                                                                     |                                                                                     |                                                                                     |                                                                                     |                                                                                     |                                                                                     |                                                                                     |                                                                                     |                                                                                     |
| Egyéni | 160  | 95   | 57  | 29                                                                                  | 15                                                                                  | 1                                                                                   | -                                                                                   | -                                                                                   | 6                                                                                   | -                                                                                   | 4                                                                                   | 1                                                                                   |
| Páros (16P) | 160  | 95   | 57  | 29                                                                                  | 1                                                                                   | -                                                                                   | -                                                                                   | -                                                                                   | -                                                                                   | -                                                                                   | -                                                                                   | -                                                                                   |
| ITF tornák |      |      |     |                                                                                     |                                                                                     |                                                                                     |                                                                                     |                                                                                     |                                                                                     |                                                                                     |                                                                                     |                                                                                     |
| ITF $100,000 + H* (32/16) | 150  | 90   | 55  | 28                                                                                  | 14/1                                                                                | 1                                                                                   | -                                                                                   | -                                                                                   | 6                                                                                   | 4                                                                                   | 1                                                                                   | -                                                                                   |
| ITF $100,000 (32/16) | 140  | 85   | 50  | 25                                                                                  | 13/1                                                                                | 1                                                                                   | -                                                                                   | -                                                                                   | 6                                                                                   | 4                                                                                   | 1                                                                                   | -                                                                                   |
| ITF $80,000 (32/16) + H* | 130  | 80   | 48  | 24                                                                                  | 12/1                                                                                | 1                                                                                   | -                                                                                   | -                                                                                   | 5                                                                                   | 3                                                                                   | 1                                                                                   | -                                                                                   |
| ITF $80,000 (32/16) | 115  | 70   | 42  | 21                                                                                  | 10/1                                                                                | 1                                                                                   | -                                                                                   | -                                                                                   | 5                                                                                   | 3                                                                                   | 1                                                                                   | -                                                                                   |
| ITF $60,000 + H* (32/16) | 100  | 60   | 36  | 18                                                                                  | 9/1                                                                                 | 1                                                                                   | -                                                                                   | -                                                                                   | 5                                                                                   | 3                                                                                   | 1                                                                                   | -                                                                                   |
| ITF $60,000 (32/16) | 80   | 48   | 29  | 15                                                                                  | 8/1                                                                                 | 1                                                                                   | -                                                                                   | -                                                                                   | 5                                                                                   | 3                                                                                   | 1                                                                                   | -                                                                                   |
| ITF $25,000 + H* (32/16) | 60   | 36   | 22  | 11                                                                                  | 6/1                                                                                 | 1                                                                                   | -                                                                                   | -                                                                                   | 2                                                                                   | -                                                                                   | -                                                                                   | -                                                                                   |
| ITF $25,000 (32E/16S) | 50   | 30   | 18  | 9                                                                                   | 5/1                                                                                 | 1                                                                                   | -                                                                                   | -                                                                                   | 1                                                                                   | -                                                                                   | -                                                                                   | -                                                                                   |
| ITF $15,000 (32E) | 25   | 15   | 9   | 5                                                                                   | 1                                                                                   | 0                                                                                   | –                                                                                   | –                                                                                   | 1                                                                                   | –                                                                                   | –                                                                                   | –                                                                                   |
| ITF $15,000 (16E) | 25   | 15   | 9   | 5                                                                                   | 0                                                                                   | –                                                                                   | –                                                                                   | –                                                                                   | –                                                                                   | –                                                                                   | –                                                                                   | –                                                                                   |

### A WTA-világranglista
| WTA-ranglista (2025. július 28.) | WTA-ranglista (2025. július 28.) | WTA-ranglista (2025. július 28.) | WTA-ranglista (2025. július 28.) | WTA-ranglista (2025. július 28.) | WTA-ranglista (2025. július 28.) |
| H. | Vált.                            | Név                              | Ország                           | Pont                             |                                  |
| --- | -------------------------------- | -------------------------------- | -------------------------------- | -------------------------------- | -------------------------------- |
| 1 | Állandó                          | Arina Szabalenka                 |                                  | 12420                            |                                  |
| 2 | Állandó                          | Cori Gauff                       | Amerikai Egyesült Államok        | 7669                             |                                  |
| 3 | Állandó                          | Iga Świątek                      | Lengyelország                    | 6813                             |                                  |
| 4 | Állandó                          | Jessica Pegula                   | Amerikai Egyesült Államok        | 6423                             |                                  |
| 5 | Állandó                          | Mirra Andrejeva                  |                                  | 4914                             |                                  |
| 6 | Állandó                          | Cseng Csin-ven                   | Kína                             | 4553                             |                                  |
| 7 | Állandó                          | Amanda Anisimova                 | Amerikai Egyesült Államok        | 4470                             |                                  |
| 8 | Állandó                          | Madison Keys                     | Amerikai Egyesült Államok        | 4374                             |                                  |
| 9 | Állandó                          | Jasmine Paolini                  | Olaszország                      | 3576                             |                                  |
| 10 | Állandó                          | Paula Badosa                     | Spanyolország                    | 3454                             |                                  |
| 11 | Állandó                          | Emma Navarro                     | Amerikai Egyesült Államok        | 3420                             |                                  |
| 12 | Állandó                          | Jelena Ribakina                  | Kazahsztán                       | 2893                             |                                  |
| 13 | Állandó                          | Elina Szvitolina                 | Ukrajna                          | 2794                             |                                  |
| 14 | Állandó                          | Karolína Muchová                 | Csehország                       | 2718                             |                                  |
| 15 | Állandó                          | Jekatyerina Alekszandrova        |                                  | 2666                             |                                  |
| 16 | Állandó                          | Ljudmila Szamszonova             |                                  | 2576                             |                                  |
| 17 | 2                                | Gyiana Snajgyer                  |                                  | 2526                             |                                  |
| 18 | Állandó                          | Darja Kaszatkina                 | Ausztrália                       | 2361                             |                                  |
| 19 | Állandó                          | Clara Tauson                     | Dánia                            | 2346                             |                                  |
| 20 | Állandó                          | Belinda Bencic                   | Svájc                            | 2190                             |                                  |
| 21 | Állandó                          | Beatriz Haddad Maia              | Brazília                         | 2129                             |                                  |
| 22 | Állandó                          | Elise Mertens                    | Belgium                          | 2106                             |                                  |
| 23 | Állandó                          | Linda Nosková                    | Csehország                       | 1932                             |                                  |
| 24 | 12                               | Leylah Fernandez                 | Kanada                           | 1818                             |                                  |
| 25 | 1                                | Magdalena Fręch                  | Lengyelország                    | 1766                             |                                  |
| 26 | 1                                | Jeļena Ostapenko                 | Lettország                       | 1750                             |                                  |
| 27 | 1                                | Sofia Kenin                      | Amerikai Egyesült Államok        | 1708                             |                                  |
| 28 | 1                                | Marta Kosztyuk                   | Ukrajna                          | 1616                             |                                  |
| 29 | Állandó                          | Ashlyn Krueger                   | Amerikai Egyesült Államok        | 1544                             |                                  |
| 30 | Állandó                          | Anasztaszija Pavljucsenkova      |                                  | 1509                             |                                  |
| Megjegyzés: Oroszország és Fehéroroszország versenyzői az országaikkal szembeni szankciók miatt nem indulhatnak országuk zászlaja alatt, ezeknél a versenyzőknél az ország nincs jelezve. |                                  |                                  |                                  |                                  |                                  |
| Frissítés |                                  |                                  |                                  |                                  |                                  |

## Rekordok

### Legtöbb tornagyőzelem
|     | Játékos             | Győzelmek |
| --- | ------------------- | --------- |
| 1.  | Martina Navratilova | 167       |
| 2.  | Chris Evert         | 154       |
| 3.  | Steffi Graf         | 107       |
| 4.  | Margaret Court      | 92        |
| 5.  | Serena Williams     | 73        |
|     | Evonne Goolagong    | 68        |
| 7.  | Billie Jean King    | 67        |
| 8.  | Virginia Wade       | 55        |
|     | Lindsay Davenport   | 55        |
| 10. | Szeles Mónika       | 53        |
| 11. | Venus Williams      | 49        |
| 12. | Martina Hingis      | 43        |
| 13. | Justine Henin       | 41        |
|     | Kim Clijsters       | 41        |
| 15. | Marija Sarapova     | 35        |

### Legtöbb tornagyőzelem ugyanabban az évben
1990 előtt (15 +):

1. 21 - Margaret Smith Court (1970)

2. 18 - Margaret Smith Court (1969, 1973)

3. 17 - Billie Jean King (1971)

4. 16 - Chris Evert (1974, 1975)

4. 16 - Martina Navratilova (1983)

6. 15 - Evonne Goolagong Cawley (1970)

6. 15 - Martina Navratilova (1982)
1990 után(8 +):

1. 12 - Martina Hingis (1997)

2. 11 - Serena Williams (2013)

3. 10 - Szeles Mónika (1991, 1992)

3. 10 - Steffi Graf (1990, 1993)

3. 10 - Justine Henin (2007)

6. 9 - Szeles Mónika (1990)

6. 9 - Steffi Graf (1995)

6. 9 - Martina Hingis (2000)

6. 9 - Kim Clijsters (2003, 2005)

10. 8 - Steffi Graf (1992)

10. 8 - Arantxa Sanchez Vicario (1994)

10. 8 - Serena Williams (2002)

10. 8 - Justine Henin (2003)

### A legidősebb győztesek
1. Billie Jean King: 39 év, 7 hónap, 23 nap (1983 Birmingham)
2. Date Kimiko: 38 év, 11 hónap, 30 nap (2009 Szöul)
3. Martina Navratilova: 37 év, 4 hónap, 2 nap (1994 Paris Indoors)

### A legfiatalabb győztesek
1. Tracy Austin: 14 év, 0 hónap, 28 nap (1977 Portland)
2. Kathy Rinaldi: 14 év, 6 hónap, 24 nap (1981 Kyoto)
3. Jennifer Capriati: 14 év, 6 hónap, 29 nap (1990 Porto Rico)

### A legtöbb meccset nyerők rangsora
|    | Játékos                 | Győzelmek |
| -- | ----------------------- | --------- |
| 1  | Martina Navratilova     | 1442      |
| 2  | Chris Evert             | 1309      |
| 3  | Steffi Graf             | 902       |
| 4  | Serena Williams         | 855       |
| 5  | Virginia Wade           | 839       |
| 6  | Venus Williams          | 815       |
| 7  | Arantxa Sánchez Vicario | 759       |
| 8  | Lindsay Davenport       | 753       |
| 9  | Conchita Martínez       | 739       |
| 10 | Evonne Goolagong        | 704       |
| 11 | Billie Jean King        | 695       |
| 12 | Gabriela Sabatini       | 632       |
| 13 | Pam Shriver             | 625       |
| 14 | Helena Suková           | 614       |
| 15 | Nathalie Tauziat        | 606       |

### Grand Slam-tornagyőztesek
| Játékos                 | Australian Open | Australian Open | Australian Open | Roland Garros | Roland Garros | Roland Garros | Wimbledon | Wimbledon | Wimbledon | US Open | US Open | US Open | Összes | Összes | Összes | Teljes |
| ----------------------- | --------------- | --------------- | --------------- | ------------- | ------------- | ------------- | --------- | --------- | --------- | ------- | ------- | ------- | ------ | ------ | ------ | ------ |
|                         | S               | D               | MD              | S             | D             | MD            | S         | D         | MD        | S       | D       | MD      | S      | D      | MD     |        |
| Margaret Smith Court    | 11              | 8               | 2               | 5             | 4             | 4             | 3         | 2         | 5         | 5       | 5       | 8       | 24     | 19     | 19     | 62     |
| Martina Navratilova     | 3               | 8               | 1               | 2             | 7             | 2             | 9         | 7         | 4         | 4       | 9       | 3       | 18     | 31     | 10     | 59     |
| Billie Jean King        | 1               | 0               | 1               | 1             | 1             | 2             | 6         | 10        | 4         | 4       | 5       | 4       | 12     | 16     | 11     | 39     |
| Serena Williams         | 6               | 4               | 0               | 3             | 2             | 0             | 7         | 6         | 1         | 6       | 2       | 1       | 22     | 14     | 2      | 38     |
| Margaret Osborne duPont | A               | A               | A               | 2             | 3             | 0             | 1         | 5         | 1         | 3       | 13      | 9       | 6      | 21     | 10     | 37     |
| Louise Brough Clapp     | 1               | 1               | 0               | 0             | 3             | 0             | 4         | 5         | 4         | 1       | 12      | 4       | 6      | 21     | 8      | 35     |
| Doris Hart              | 1               | 1               | 2               | 2             | 5             | 3             | 1         | 4         | 5         | 2       | 4       | 5       | 6      | 14     | 15     | 35     |

[S=Egyéni; D=Páros; MD= Vegyespáros; A = Nem játszott ebben a sorozatban]

## Egyéb
- All Career Prize Money, 2022. december 19-ei adatok:

| Helyezés            | Játékos               | Összkereset (US$) |
| ------------------- | --------------------- | ----------------- |
| 1.                  | Serena Williams       | 94 816 730        |
| 2.                  | Venus Williams*       | 42 403 103        |
| 3.                  | Simona Halep*         | 40 203 437        |
| 4.                  | Marija Sarapova       | 38 777 962        |
| 5.                  | Caroline Wozniacki    | 35 233 415        |
| 6.                  | Viktorija Azaranka*   | 34 900 323        |
| 7.                  | Petra Kvitová*        | 34 763 651        |
| 8.                  | Angelique Kerber*     | 31 886 468        |
| 9.                  | Agnieszka Radwańska   | 27 683 807        |
| 10.                 | Szvetlana Kuznyecova* | 25 816 890        |
| 11.                 | Martina Hingis        | 24 749 074        |
| 12.                 | Garbiñe Muguruza*     | 24 722 141        |
| 13.                 | Kim Clijsters         | 24 545 194        |
| 14.                 | Karolína Plíšková*    | 24 294 595        |
| 15.                 | Ashleigh Barty        | 23 829 070        |
| 16.                 | Lindsay Davenport     | 22 166 338        |
| 17.                 | Steffi Graf           | 21 895 277        |
| 18.                 | / Martina Navratilova | 21 626 089        |
| 19.                 | Elina Szvitolina*     | 21 418 949        |
| 20.                 | Ószaka Naomi*         | 21 177 252        |
| * = aktív játékosok |                       |                   |

- Egyéni karrier: Győzelem-vereség

| Helyezés            | Játékos               | Győzelmek | Vereségek | Győzelmi % |
| ------------------- | --------------------- | --------- | --------- | ---------- |
| 1.                  | Margaret Court        | 593       | 56        | 91,37      |
| 2.                  | Chris Evert           | 1309      | 146       | 89,97      |
| 3.                  | Steffi Graf           | 902       | 115       | 88,69      |
| 4.                  | / Martina Navratilova | 1442      | 219       | 86,82      |
| 5.                  | Serena Williams       | 858       | 156       | 84,62      |
| 6.                  | Szeles Mónika         | 595       | 122       | 82,98      |
| 7.                  | Justine Henin         | 525       | 115       | 82,03      |
| 8.                  | Billie Jean King      | 695       | 155       | 81,76      |
| 9.                  | Evonne Goolagong      | 704       | 165       | 81,01      |
| 10.                 | Kim Clijsters         | 523       | 132       | 79,84      |
| * = aktív játékosok |                       |           |           |            |

Legalább 25 tornán részt vett játékosok. A táblázat a 2022. december 26-ai adatok alapján készült.

## Egyéb apróságok
- 2022. december 19-ig
  - 483 játékos lépte át az 1 millió USA dollárt, 1970 óta.
  - 134 játékos lépte át az 5 millió USA dollárt, 1970 óta.
  - 61 játékos lépte át a 10 millió USA dollárt, 1970 óta.
  - 30 játékos lépte át a 15 millió USA dollárt, 1970 óta.
  - 22 játékos lépte át a 20 millió USA dollárt, 1970 óta.
  - 10 játékos lépte át a 25 millió USA dollárt, 1970 óta.
- A német Sabine Lisicki ütötte a leggyorsabb szervát a 2014-es stanfordi tornán a szerb Ana Ivanović ellen, amikor a labda 131 mph (210,7 km/h) sebességgel repült. Ezzel megdöntötte Venus Williams korábbi 129 mérföldes (207,5 km/h) rekordját, amelyet a 2007-es US Openen a magyar Nagy Kira ellen ütött.[9]

## Magyar teniszezők
Nők:
- Arn Gréta
- Babos Tímea
- Bondár Anna
- Czink Melinda
- Gálfi Dalma
- Gubacsi Zsófia
- Jani Réka Luca
- Kapros Anikó
- Körmöczy Zsuzsa
- Kuti Kis Rita
- Madarász Margit
- Mandula Petra
- Marosi Katalin
- Nagy Adrienn
- Nagy Kira
- Stollár Fanny
- Szávay Ágnes
- Szeles Mónika
- Temesvári Andrea
- Udvardy Panna

Férfiak:
- Asbóth József
- Balázs Attila
- Baranyi Szabolcs
- Fucsovics Márton
- Gulyás István
- Jacobi Roland
- Makk Péter
- Markovits László
- Machán Róbert
- Noszály Sándor
- Piros Zsombor
- Taróczy Balázs